# Pelle Gudmundsen-Holmgreen

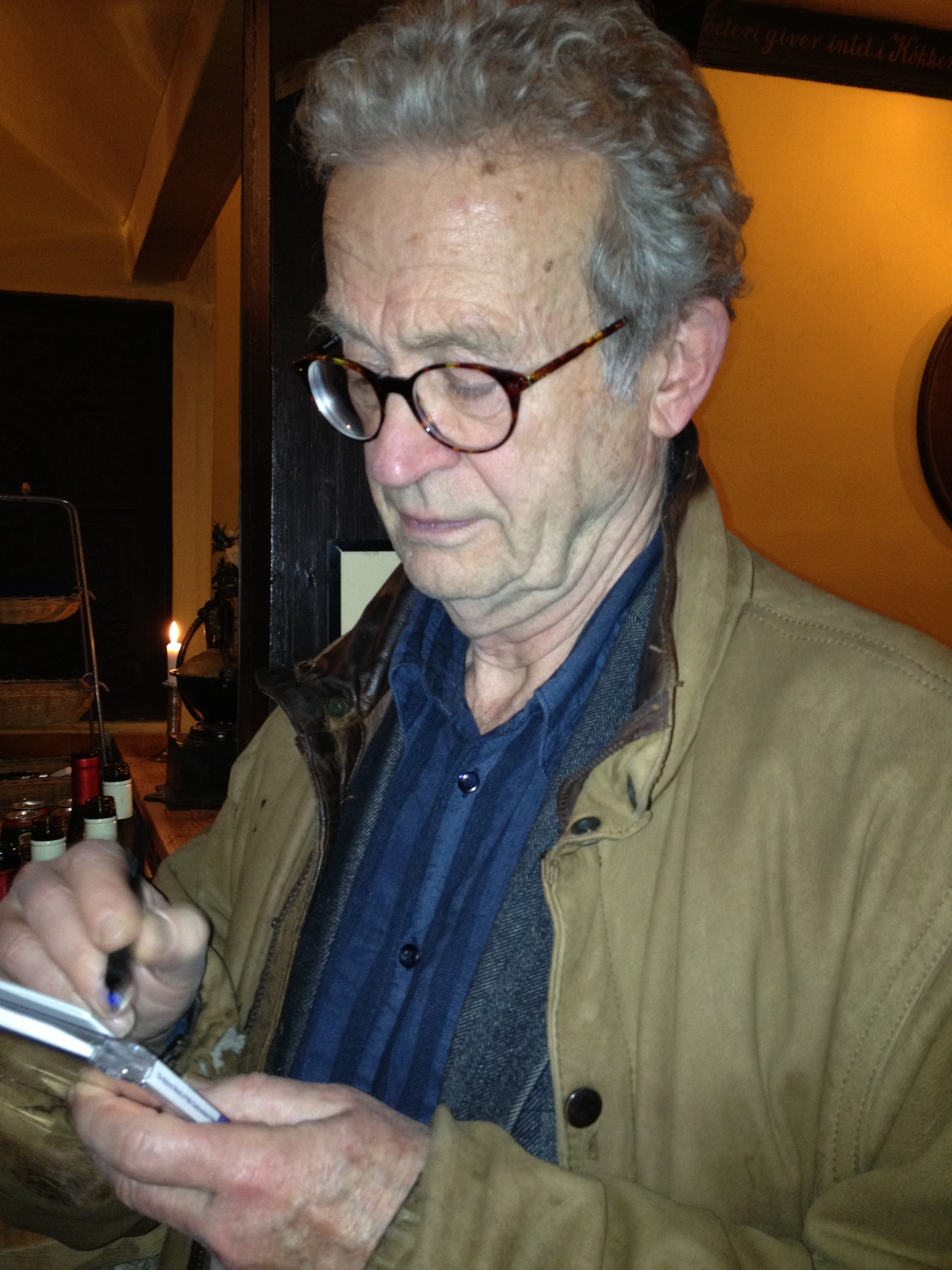
Pelle Gudmundsen-Holmgreen in 2012

Pelle Gudmundsen-Holmgreen (Kopenhagen, 21 november 1932 – 27 juni 2016) was een Deens componist.
Pelle is een zoon van beeldhouwer Jorgen Gudmundsen-Holmgreen. In 1948 begon Pelle met vioolspelen. Vanaf 1951 tot 1953 volgde hij privélessen bij Finn Hofding. In 1956 pakte hij het serieuzer aan met een studie aan de Koninklijke Deense Academie voor Muziek. Zijn docenten waren daar diezelfde Hofding, maar ook Vagn Holmboe. In 1958 studeerde hij daar af. Hij componeerde eerst in de stijl van Béla Bartók en Igor Stravinski, maar keerde zich in de jaren 60 naar het serialisme.  Uiteindelijk bracht dat ook niet datgene wat de componist ervan verwachtte en introduceerde zijn eigen stijl: Nieuwe Simpelheid (Den ny enkelhed). Zijn werken zijn vanaf dan enigszins laconiek en (niet meteen herkenbaar) grappig, maar soms gebruikte hij ook zwarte humor om zijn muzikale mening te verspreiden. In 1980 won zijn Symfonie/Antifonie uit 1977 een muziekprijs in de Noordse landen. Van 1967 tot 1972 gaf hij zelf onderricht aan de Koninklijke Deense Academie voor Muziek Århus.

## Oeuvre
Zijn oeuvre, beginnend in 1955, bestaat uit een breed repertoire, meestentijds voor orkest, koor of kamermuziek. Hij componeerde tot 2010 acht strijkkwartetten. Belangrijke werken:
- Symfonie/Antifonie
- Concerto grosso
- Moving Still
- Last Ground